# Mormopterus acetabulosus
Mormopterus acetabulosus är en fladdermusart som först beskrevs av Hermann 1804.  Mormopterus acetabulosus ingår i släktet Mormopterus och familjen veckläppade fladdermöss. Inga underarter finns listade i Catalogue of Life. Populationen på Réunion blev 2008 godkänd som Mormopterus francoismoutoui. Exemplar som hittades i Sydafrika var troligtvis vandrande individer.
Denna fladdermus når en kroppslängd (huvud och bål) av 49 till 52 mm, en svanslängd av 43 till 50 mm och en vikt av 6 till 8,2 g. Den har 6 till 7 mm långa bakfötter och 15 till 18 mm stora öron. Typisk är ett avplattad huvud, inga mönster i ansiktet och en svansspets som ligger tydlig utanför svansflyghuden. Den korta pälsen på ovansidan har en mörkbrun färg och undersidans päls är lite ljusare. Andra kännetecken är nästan trekantiga öron med böjda spetsar, en liten tragus och mörkbrun flyghud. På de veckiga övre läpparna finns några borstar och många mjuka hår. Hannar har i motsats till honor en körtel på strupen. Artens tandformel är I 1/3, C 1/1, P 1/2, M 3/3, alltså 30 tänder i tanduppsättningen.
Arten lever endemisk på Mauritius. Den vilar i grottor och besöker under natten buskskogar, trädgrupper och jordbruksmark. Mormopterus acetabulosus är nattaktiv och den vilar i lavatunnlar, grottor och bergssprickor. Vid sovplatsen bildas ibland kolonier med 10 000 medlemmar. Allmänt antas att levnadssättet är lika som hos andra släktmedlemmar.
Beståndet hotas främst av störningar vid viloplatsen. Ibland avlägsnas galler vid ingången till grottorna. Enligt uppskattningar minskade hela populationen med 67 procent under 12 år före 2016 (tre generationer). IUCN kategoriserar arten globalt som starkt hotad.